# VFTS 102
VFTS 102 (2MASS J05373924-6909510) – gwiazda położona w Wielkim Obłoku Magellana, w Mgławicy Tarantula, w gwiazdozbiorze Złotej Ryby, oddalona od Ziemi o 160 tysięcy lat świetlnych; była opisywana jako najszybciej wirująca masywna gwiazda, spośród znanych w momencie jej odkrycia.
Gwiazda została odkryta na podstawie analizy zdjęć, wykonanych  w ramach programu VLT-FLAMES Tarantula Survey przy użyciu Very Large Telescope (VLT), należącego do European Southern Observatory. Pomiędzy październikiem 2008 roku a lutym 2009 roku zrobiono 30 zdjęć. Odkrycie zostało ogłoszone w grudniu 2011 roku.
VFTS 102 ma masę ok. 25 M☉ i jest jaśniejsza od Słońca około sto tysięcy razy. Prędkość obrotowa gwiazdy wynosi 1,8 milionów km/h (100 razy więcej niż prędkość obrotowa Słońca), a może nawet 2,2 mln km/h; z powodu szybkiego wirowania wokół własnej osi gwiazda jest bardzo spłaszczona. Zaobserwowano, że istnieje duża różnica między prędkością poruszania się VFTS 102 przez przestrzeń kosmiczną i prędkościami innych gwiazd, znajdujących się w jej okolicy. Oznacza to, że jest prawdopodobnie gwiazdą uciekającą. W przeszłości VFTS 102 mogła być częścią ciasnego układu podwójnego z bardzo dużą, masywną gwiazdą. Ściągając na siebie materię stanowiącą zewnętrzną warstwę dużego towarzysza, VFTS 102 rozpędzała się coraz bardziej, a w momencie wybuchu masywnej gwiazdy została wyrzucona w kosmos z dużą prędkością. Za tą hipotezą przemawia obecność zaobserwowanego w pobliżu pulsara i pozostałości po supernowej.